# جيمس لينكولن كولير
جيمس لينكولن كولير (بالإنجليزية: James Lincoln Collier)‏ (27 يونيو 1928، نيويورك في الولايات المتحدة)؛ كاتِب مُتخصِّص في أدب الأطفال، صحفي وروائي أمريكي. درس في كلية هاميلتون.

## روابط خارجية
- جيمس لينكولن كولير على موقع ميوزك برينز (الإنجليزية)